# Парр, Томас (долгожитель)

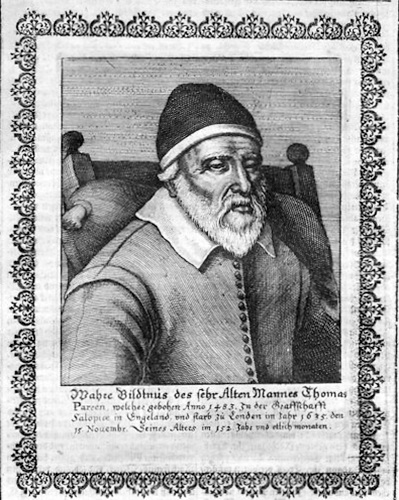
Томас Парр, гравюра Маттеуса Мериана

Тома́с Парр («Старина Парр», англ. Thomas Parr; не ранее 1482 и не позднее 1565 или 1565, Олберберри, Королевство Англия — 13 ноября 1635, Лондон, Королевство Англия) — английский крестьянин, который, возможно, прожил 152 года.

## Биография
Родился, по его словам, в 1483 году в Волластоне, в 16 км к западу от Шрусбери (тогда приход Alberbury, округ Sallop, сегодня Дарвин Каунтри), близ валлийской границы. Его дом в Волластоне все ещё существует. Парр вступил в армию в 1500 году и не женился до 80 лет. Со своей первой женой он прожил 32 года. У него было двое детей, оба умерли в младенчестве. Когда ему было около 100 лет, он якобы имел роман и стал отцом ребёнка, рождённого вне брака. После смерти жены в 1603 году (1595?) 122-летний Томас женился в 1605 году во второй раз. Он существовал и даже процветал на диете из «прогорклого сыра и молока в любом виде, грубого и жёсткого хлеба и пил, как правило, кислую сыворотку», как писал наблюдавший его известный врач-анатом Уильям Гарвей (1578—1657). В возрасте 130 лет он ещё работал на ферме, пахал и собирал виноград.
Со временем предполагаемый возраст Парра стал широко известен. В 1635 году Томас Говард, граф Арундел, известный вельможа и меценат, посетил его и доставил в Лондон для встречи с Карлом I. Король спросил, что в своей жизни Парр делал больше, чем другие люди, и старец признался, что в возрасте 100 лет на него было наложено покаяние за супружескую измену. «Старый Парр» стал национальной знаменитостью и Рубенс и Ван Дейк написали его портреты.
На Парра в Лондоне ходили посмотреть как на спектакль, но изменения в питании и обстановке, а также царившая в тогдашней столице Англии антисанитария, по-видимому, надломили его здоровье. Он стал слабеть и умер спустя шесть недель, повидав за свою жизнь девять королей Англии и фактически пережив всю династию Тюдоров. Король приказал, чтобы его похоронили в Вестминстерском аббатстве 15 ноября 1635 года. Надпись на его надгробии гласит:

THO: PARR OF YE COUNTY OF SALLOP. BORNE
IN AD: 1483. HE LIVED IN YE REIGNES OF TEN
PRINCES VIZ: K.ED.4. K.ED.5. K.RICH.3.
K.HEN.7. K.HEN.8. K.EDW.6. Q.MA. Q.ELIZ
K.JA. &  K. CHARLES. AGED 152 YEARES.
& WAS BURYED HERE NOVEMB. 15. 1635.

## Сомнения в его возрасте
Уильям Гарвей, открывший кровообращение, выполнил посмертное вскрытие Томаса Парра. Результаты были опубликованы в приложении к книге Джона Беттса De ortu et natura sanguinis'. Он осмотрел тело Парра и нашёл все его внутренние органы в идеальном состоянии. Не было видной причины смерти, и считалось, что Старый Парр просто умер от старости. Современная интерпретация результатов вскрытия показывает, что Томасу Парру, вероятно, было менее 70 лет. Вполне возможно, что Парра спутали с его дедом. Ничто, из того, что говорил Парр, не указывало на известные события, происходившие в XV веке. Это достаточно подозрительно, так как это должны были быть наиболее яркие его воспоминания.

## Парр в культуре и искусстве
- Поэт Джон Тейлор написал в 1635 году о Парре в своем стихотворении Старый, старый, очень старый человек или эпоха и долгая жизнь Томаса Парра[6].
- Портрет Парра висит в Национальной портретной галерее, Лондон[7].
- Его история была показана в ТВ-шоу Beyond Belief! Архивная копия от 11 февраля 2011 на Wayback Machine на американском телеканале Nickelodeon в 1992 году.
- В его честь назван виски Старый Парр. На этикетке рассказ о его рождении и смерти[8].
- Парр был использован как пример пользы для здоровья некоторых видов натуропатии, включая травяное очищение толстой кишки.
- В фильме «Чемпион» (1979), небольшая статуя Парра подстрекает разговор между мальчиком и его отчимом.
- Возраст Парра упоминается в книге «Уолден» Генри Дэвида Торо.
- Парр упоминается в «Достаточно времени для любви» Роберта Хайнлайна.
- Брэм Стокер устами профессора Ван Хельсинга ссылается на Томаса Парра в «Дракуле», обосновывая возможность того, что Дракула мог прожить более 400 лет.
- Старый Парр упоминается у Чарльза Диккенса:
  - в романе «Домби и Сын», глава XLI.
  - в романе «Лавка древностей» (последняя глава: пони, который живёт необычайно долгую жизнь, сравнивается с Парром).
- Старый Парр упоминается в поэме Роберта Грейвса «Загородный особняк».
- Старый Парр упоминается на первой странице романа Джеймса Джойса (1939) «Поминки по Финнегану»[9].
- Старый Парр упоминается, наряду с графиней Дезмонд[англ.], в романе Олдоса Хаксли (1939) «И после многих весен[англ.]» (часть II, глава 1).
- Марк Твен в 1871 году предполагал написать «Автобиографию Старого Парра, джентльмена, который дожил до 153 лет», но очевидно, так и не сделал этого[10].